# Gerhard Schneider (Politiker, 1950)
Gerhard Schneider (* 18. Februar 1950 in Schmalkalden) ist ein deutscher Kommunalpolitiker der CDU. Er war von 2000 bis 2006 Oberbürgermeister der Stadt Eisenach in Thüringen.

## Leben und Karriere
Schneider absolvierte die Polytechnische Oberschule in Schmalkalden und machte nachfolgend eine Berufsausbildung mit Abitur zum Maurer. Nach Ableistung des Grundwehrdienstes bei der NVA studierte er an der Hochschule für Architektur und Bauwesen in Weimar. Von 1974 bis 1977 war er Bauleiter beim Straßen- und Tiefbaukombinat Suhl, anschließend Oberbauleiter in Waltershausen.
Von März 1990 an arbeitete Gerhard Schneider als Stadtbaudirektor in Eisenach, wechselte aber nach nur einem Jahr 1991 als Niederlassungsleiter zu einer Baufirma. 1992 wurde er Fachreferent im Baubereich bei der Stadtverwaltung Eisenach.
Am 1. Oktober 1994 wurde er zum Bürgermeister (Stellvertreter des Oberbürgermeisters) und Baudezernenten in Eisenach gewählt.
Da der Amtsinhaber Hans-Peter Brodhun bei der Kommunalwahl 2000 nicht mehr antrat, kandidierte Schneider für die CDU um das Amt des Eisenacher Oberbürgermeisters. Er konnte die Wahl mit 56,06 Prozent der abgegebenen Stimmen für sich entscheiden. In Schneiders Amtszeit wurden in der Stadt zahlreiche Bauprojekte realisiert. Die Kommunalwahl 2006 verlor er in der Stichwahl gegen Matthias Doht (SPD).
Nach seiner Zeit als Oberbürgermeister wirkte er als Geschäftsführer der Thüringer Stiftung Familiensinn und später als Leiter des Kreisstelle des Bundesverbandes Mittelständische Wirtschaft. Schneider ist Vizepräsident des Landesverbandes Thüringen sowie Präsident des Kreisverbandes Eisenach des DRK und war von 2012 bis Mai 2014 Vorsitzender der CDU-Fraktion des Eisenacher Stadtrates. Bei der Kommunalwahl 2014 kandidierte er nicht erneut um einen Sitz im Stadtrat.
Gerhard Schneider ist in zweiter Ehe verheiratet; er hat drei Kinder und ist evangelischer Konfession. Von 1979 bis 1982 war er in seinem damaligen Wohnort im Gemeindekirchenrat tätig.